# Luisen Sympathie Klänge
 Luisen Sympathie Klänge ist ein Walzer von Johann Strauss (Sohn) (op. 81). Das Werk wurde am 16. Juli 1850 im Volksgarten (Wien) erstmals aufgeführt.

## Einzelnachweis
1. ↑  Quelle: Englische Version des Booklets (Seite 81) in der 52 CDs umfassenden Gesamtausgabe der Orchesterwerke von Johann Strauß (Sohn), Hrsg. Naxos (Label). Das Werk ist als zweiter Titel auf der 30. CD zu hören.